# لي سميث (كاتبة)
لي سميث (بالإنجليزية: Lee Smith)‏‏ (1 نوفمبر 1944 في غروندي - ) كاتِبة، وروائية من الولايات المتحدة.

## الجوائز
- جائزة دوس باسوس  [لغات أخرى]‏

## روابط خارجية
- لي سميث على موقع الموسوعة البريطانية (الإنجليزية)
- لي سميث على موقع إن إن دي بي (الإنجليزية)